# Kangasvaaran-Kenraalinkylän lammet
Kangasvaaran-Kenraalinkylän lammet este o arie protejată (arie specială de conservare — SAC, sit de importanță comunitară — SCI) din Finlanda întinsă pe o suprafață de 15 ha, integral pe uscat.

## Localizare
Centrul sitului Kangasvaaran-Kenraalinkylän lammet este situat la coordonatele 62°18′05″N 30°44′01″E / 62.3014°N 30.7336°E.

## Înființare
Situl Kangasvaaran-Kenraalinkylän lammet a fost declarat sit de importanță comunitară în iunie 2005 pentru a proteja 2 specii de animale. Situl a fost protejat și ca arie specială de conservare în aprilie 2015.

## Biodiversitate
Situată în ecoregiunea boreală, aria protejată conține 1 habitat natural: Mlaștini turboase de tranziție și turbării mișcătoare.
La baza desemnării sitului se află mai multe specii protejate:
- amfibieni (1): triton cu creastă (Triturus cristatus)
- nevertebrate (1): Graphoderus bilineatus

Pe lângă speciile protejate, pe teritoriul sitului au mai fost identificate 1 specie de amfibieni.